# Stolzenburg (Eifel)
Die Stolzenburg ist die Ruine einer Höhenburg im Tal der Urft zwischen den Orten Sötenich und Urft in der Gemeinde Kall im nordrhein-westfälischen Kreis Euskirchen.
Am Fuße der Burg führte die römische Eifelwasserleitung vorbei. Auch der Römerkanal-Wanderweg geht an der Burg vorbei. Keramikfunde weisen nur auf eine Besiedelung des Wohnplatzes im Mittelalter hin.
Die Umgebung der Burg ist wegen ihrer Südexposition der steilen Hänge und ihrer dadurch bedingten speziellen Vegetation seit 1954/1964 als Naturschutzgebiet „Auen und Hänge an Urft und Gillesbach“ unter Schutz gestellt.

## Burganlage
Die Anlage bildet ein Oval von 75 m Länge. Mauerreste deuten noch Wohnräume und vermutlich Tortürme an, ferner sind noch Stollen vorhanden, die wohl als Kellerräume genutzt wurden. Zusätzlich war die Burg mit Mauer, Wall und Graben gesichert. Im Westen hatte die Burg keine Befestigungen, da sie hier durch unüberwindbar steiles Gefälle geschützt war.

## Geschichte
Adlung hielt die Burg für eine „Römerwarte“. Wackenroder widerlegte diese Behauptung, deutete die Überreste als mittelalterliche Burg und vermutete, dass die Burgherren das Geschlecht des Johann von Sötenich, das um 1405 genannt wurde, gewesen sein könnten.
Der Pfarrer und Heimatforscher Nikolaus Reinartz widerspricht dem, da er den Namen Stolzenburg in einer im Staatsarchiv Düsseldorf befindlichen und aus dem Jahre 1643 stammenden Akte des Reichskammergerichts fand. Aus ihr geht hervor, dass die Burg wahrscheinlich der Stammsitz der Ritter von Dalbenden war, die dann später in die komfortablere Wasserburg Dalbenden umzogen.
Ein weiterer Hinweis findet sich auf der Tranchotkarte. Hier steht: „Stolzen Burg Ruiné – Tempel Hern Kloster“.
Diese Angabe ist falsch, denn in der Eifel brachten die Menschen oft ältere Burgen mit den Tempelherren in Verbindung.

## Sagen und Legenden

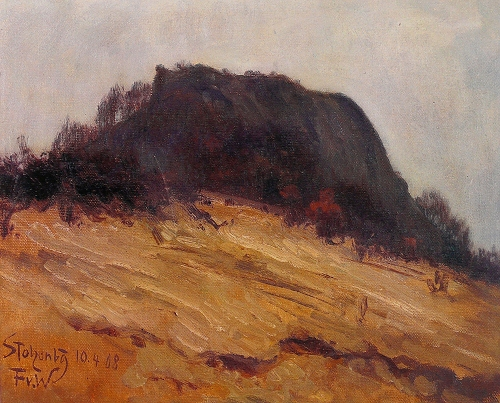
Fritz von Wille: Karge Landschaft bei Stolzenburg, 10. April 1908

Aus der Geschichte der Burg weiß man wenig, dafür ist der Ort aber reich an Sagen und Erzählungen:
- In einer Sage geht es um dem edlen freiheitsliebenden Ritter Arno, der lieber sein Leben ließ, als sich dem Landesfürsten zu unterwerfen.[7]
- Hartherzige Raubritter sollen einer anderen Sage nach eine lederne Brücke zur Burg Bielstein haben bauen lassen, kegelten mit Brotlaiben und quälten ihre hungrigen Untertanen, bis die Burgen durch göttliches Strafgericht zerstört wurden. Der Teufel persönlich soll seitdem die Schätze des Burgherren bewachen.[8]
- In einigen Sagen werden die Schätze der Stolzenburg von einem schwarzen glutäugigem Hund bewacht (Honk mot glönige Ooge).[8]
- Eine weitere Erzählung handelt von dem Kreuzritter Raimund, der seine geliebte Burgfrau Aspasia verließ, um ins heilige Land zu ziehen. Nach Jahren kam er aber schließlich als entstellter bettelnder Pilger zurück zur Stolzenburg, wo ihn aber seine Jugendliebe Aspasia wieder aufnahm und ihn schließlich heiratete.[9]
- Außerdem erzählt man von Feen, Juffern genannt, die an der Urft unterhalb der Stolzenburg ihr Unwesen treiben sollen.[10]